# 44년

## 연호
- 후한(後漢) 건무(建武) 20년

## 기년
- 후한(後漢) 광무제(光武帝) 20년
- 신라(新羅) 유리 이사금(儒理泥師今) 21년
- 고구려(高句麗) 대무신왕(大武神王) 27년 / 민중왕(閔中王) 원년
- 백제(百濟) 다루왕(多婁王) 17년

## 사건
- 고구려, 대무신왕(무휼) 세상을 떠남. 그의 동생 해색주, 민중왕으로 왕의 자리에 오름.

## 사망
- 고구려(高句麗)의 3대 태왕(太王) 대무신왕(大武神王) (18년~)